# Рустам-хан II (уцмий)
Рустам-хан II — уцмий Кайтага, правивший с 1799 по 1804 год. Прозвище — Мамма. Военно-политический деятель в истории Дагестана конца XIX века.

## Приход к власти
Уже после смерти дяди Рустам-хана уцмия Устар-хана в 1790 году, Рустам-хан претендовал на кайтагский престол, но трон был узурпирован его двоюродным братом Али-беком, хоть титул по обычаю переходит к старшему в роде и сопровождается народным признанием. После смерти Устар-хана на престол избрали Рустам-хана, однако Али-бек при поддержке акушинцев и своих единомышленников вытеснил Рустама и захватил власть.

Уже в 1796 году Али-бек умирает и Рустам-хан снова соперничает за власть. В этот раз на престол претендовал другой двоюродный брат — Рази-бек, брат Али-бека. Они пришли к компромиссу и Рази-бек уступил титул:
«… в первом состояло дело их примирить Рази-бека с Мамоюбеком (Рустам-ханом), и когда сие учинили, тогда Рази-бек учинил Мама-беку присягу в том, что как он служил верно покойному уцмию Али-беку, так и ему, Мама-беку служить будет».

## Правление
Через год властвования кайтагские войска приняли участие в конфликте Шейх-Али-хана Кубинского с Сурхаем II. Мехти-шамхал, узнав о захвате Кубы Сурхаем, собрав крупные силы, к которым присоединились кайтагцы, явился на помощь Шейх-Али-хану. С их помощью Шейх-Али-хан победил Сурхая.
В 1798 году в Дагестане сложились две противоборствующие союзы, собиравшихся вокруг Мехти-шамхала и Сурхай-хана. Шейх-Али-хану в противостоянии Сурхаю оказал поддержку Мехти-шамхал. Сурхая поддержал брат Шейх-Али Гасан-хан, уцмий Рустам-хан и табасаранский кадий другие.
Сурхай с помощью уцмия и табасаранского кадия вызвал Гасан-хана, помог ему стать ханом Дербента, при этом уцмий и кади пустили слух, что они делают это по согласию с Шейх-Али для освобождения Гасан-хана от Сурхая и помирить повздоривших братьев.
После этого Шейх-Али попытался захватить Дербент, но после неудачной осады, вернулся в Кубу. Тем временем Мехти-шамхал для помощи Шейх-Али на русские деньги нанял горское войско, с помощью которых «лишил без вины достоинства уцмия прежнего Рустам-хана, а сделал на место его уцмием Разия». Кайтаг был разделён двумя сильными борющимися сторонами.
В сентябре 1802 года начались переговоры русских с кавказскими владетелями для соглашения по созданию самоуправляемой федерации под российским протектором. К ким прибыли представители талышского хана, Мехти-шамхала, Шейх-Али-хана, Рустам-кади Табасаранского, майсума Сохраббека, а также от уцмия Рустам-хана выступил его чиновник Ахмед-ага, от Рази-хана выступил его чиновник Узней-бек, что свидетельствует о признании, помимо Рустам-хана, также и Рази-бека.
26 декабря они подписали договор о примирении, военной поддержке и признании императора России, позже они приносят клятву на Коране об отказе от всякой вражды между собой. Тем не менее, соглашения так и остались невыполненными.
В 1803 году Рази-бек скончался. Полная власть сконцентрировалась в руках Рустам-хана, однако в начале 1804 года умирает и сам Рустам-хан.